# Europees kampioenschap basketbal vrouwen 1960
Het 7e Europees kampioenschap basketbal vrouwen vond plaats van 3 tot 11 juni 1960 in Bulgarije. 10 nationale teams speelden in Sofia om de Europese titel.

## Voorronde
De 10 deelnemende landen zijn onderverdeeld in twee poules van vijf landen. De top drie van elke poule plaatsten zich voor de hoofdronde, de overige landen speelden om de zevende plaats.

### Groep A
| Datum  | Land        | Score   | Land        |
| ------ | ----------- | ------- | ----------- |
| 3 juni | Roemenië    | 55 – 46 | Hongarije   |
| 3 juni | Sovjet-Unie | 78 – 35 | Joegoslavië |
| 4 juni | Sovjet-Unie | 89 – 44 | België      |
| 4 juni | Joegoslavië | 56 – 50 | Hongarije   |
| 5 juni | Hongarije   | 53 – 41 | België      |
| 5 juni | Joegoslavië | 59 – 46 | Roemenië    |
| 6 juni | België      | 38 – 48 | Roemenië    |
| 6 juni | Hongarije   | 32 – 77 | Sovjet-Unie |
| 7 juni | België      | 39 – 57 | Joegoslavië |
| 7 juni | Roemenië    | 40 – 60 | Sovjet-Unie |

| Groep A |             |             |             |             |            |            |            |        |
| #       | Land        | Wedstrijden | Wedstrijden | Wedstrijden | Doelpunten | Doelpunten | Doelpunten | Punten |
| #       | Land        | G           | W           | V           | V          | T          | Saldo      | Punten |
| 1       | Sovjet-Unie | 4           | 4           | 0           | 304        | 151        | +153       | 8      |
| 2       | Joegoslavië | 4           | 3           | 1           | 207        | 213        | -6         | 7      |
| 3       | Roemenië    | 4           | 2           | 2           | 189        | 203        | -14        | 6      |
| 4       | Hongarije   | 4           | 1           | 3           | 181        | 229        | -48        | 5      |
| 5       | België      | 4           | 0           | 4           | 162        | 247        | -85        | 4      |

### Groep B
| Datum  | Land              | Score   | Land              |
| ------ | ----------------- | ------- | ----------------- |
| 3 juni | Bulgarije         | 87 – 39 | Nederland         |
| 3 juni | Tsjecho-Slowakije | 64 – 49 | Polen             |
| 4 juni | Polen             | 55 – 36 | Nederland         |
| 4 juni | Italië            | 40 – 71 | Tsjecho-Slowakije |
| 5 juni | Nederland         | 42 – 58 | Italië            |
| 5 juni | Bulgarije         | 66 – 45 | Polen             |
| 6 juni | Tsjecho-Slowakije | 76 – 44 | Nederland         |
| 6 juni | Bulgarije         | 55 – 35 | Italië            |
| 7 juni | Bulgarije         | 53 – 51 | Tsjecho-Slowakije |
| 7 juni | Polen             | 51 – 45 | Italië            |

| Groep B |                   |             |             |             |            |            |            |        |
| #       | Land              | Wedstrijden | Wedstrijden | Wedstrijden | Doelpunten | Doelpunten | Doelpunten | Punten |
| #       | Land              | G           | W           | V           | V          | T          | Saldo      | Punten |
| 1       | Bulgarije         | 4           | 4           | 0           | 261        | 170        | +91        | 8      |
| 2       | Tsjecho-Slowakije | 4           | 3           | 1           | 262        | 186        | +76        | 7      |
| 3       | Polen             | 4           | 2           | 2           | 200        | 211        | -11        | 6      |
| 4       | Italië            | 4           | 1           | 3           | 178        | 219        | -41        | 5      |
| 5       | Nederland         | 4           | 0           | 4           | 161        | 276        | -115       | 4      |

## Hoofdronde
Onderlinge resultaten uit de voorronde telden mee voor de hoofdronde.

### Groep X
| Datum   | Land              | Score   | Land              |
| ------- | ----------------- | ------- | ----------------- |
| 9 juni  | Polen             | 50 – 45 | Roemenië          |
| 9 juni  | Bulgarije         | 47 – 45 | Joegoslavië       |
| 9 juni  | Sovjet-Unie       | 58 – 56 | Tsjecho-Slowakije |
| 10 juni | Bulgarije         | 72 – 51 | Roemenië          |
| 10 juni | Sovjet-Unie       | 71 – 26 | Polen             |
| 10 juni | Tsjecho-Slowakije | 74 – 47 | Joegoslavië       |
| 11 juni | Tsjecho-Slowakije | 74 – 39 | Roemenië          |
| 11 juni | Joegoslavië       | 45 – 52 | Polen             |
| 11 juni | Sovjet-Unie       | 52 – 50 | Bulgarije         |

| Groep X |                   |             |             |             |            |            |            |        |
| #       | Land              | Wedstrijden | Wedstrijden | Wedstrijden | Doelpunten | Doelpunten | Doelpunten | Punten |
| #       | Land              | G           | W           | V           | V          | T          | Saldo      | Punten |
| 1       | Sovjet-Unie       | 5           | 5           | 0           | 319        | 207        | +112       | 10     |
| 2       | Bulgarije         | 5           | 4           | 1           | 288        | 244        | +44        | 9      |
| 3       | Tsjecho-Slowakije | 5           | 3           | 2           | 319        | 246        | +73        | 8      |
| 4       | Polen             | 5           | 2           | 3           | 222        | 291        | -69        | 7      |
| 5       | Joegoslavië       | 5           | 1           | 4           | 231        | 297        | -66        | 6      |
| 6       | Roemenië          | 5           | 0           | 5           | 221        | 315        | -94        | 5      |

## Plaatsingswedstrijden 7e-10e plaats
Onderlinge resultaten uit de voorronde telden mee voor de plaatsingsronde.

### Groep X
| Datum   | Land      | Score   | Land      |
| ------- | --------- | ------- | --------- |
| 9 juni  | Italië    | 49 – 37 | België    |
| 9 juni  | Hongarije | 38 – 48 | Nederland |
| 10 juni | Nederland | 53 – 44 | België    |
| 11 juni | Italië    | 56 – 55 | Hongarije |

| Groep X |           |             |             |             |            |            |            |        |
| #       | Land      | Wedstrijden | Wedstrijden | Wedstrijden | Doelpunten | Doelpunten | Doelpunten | Punten |
| #       | Land      | G           | W           | V           | V          | T          | Saldo      | Punten |
| 7       | Italië    | 3           | 3           | 0           | 163        | 134        | +29        | 6      |
| 8       | Nederland | 3           | 2           | 1           | 143        | 140        | +3         | 5      |
| 9       | Hongarije | 3           | 1           | 2           | 146        | 145        | +1         | 4      |
| 10      | België    | 3           | 0           | 3           | 122        | 155        | -33        | 3      |

## Eindrangschikking
| Goud   | Sovjet-Unie       |
| Zilver | Bulgarije         |
| Brons  | Tsjecho-Slowakije |
| 4      | Polen             |
| 5      | Joegoslavië       |

| 6  | Roemenië  |
| 7  | Italië    |
| 8  | Nederland |
| 9  | Hongarije |
| 10 | België    |

1938 · 
1950 · 
1952 · 
1954 · 
1956 · 
1958 · 
1960 · 
1962 · 
1964 · 
1966 · 
1968 · 
1970 · 
1972 · 
1974 · 
1976 · 
1978 · 
1980 · 
1981 · 
1983 · 
1985 · 
1987 · 
1989 · 
1991 · 
1993 · 
1995 · 
1997 · 
1999 · 
2001 · 
2003 · 
2005 · 
2007 · 
2009 · 
2011 · 
2013 · 
2015 · 
2017 · 
2019 · 
2021 · 
2023